# Sibiu Open 2024 - Doppio
Il doppio del torneo di tennis professionistico Sibiu Open 2024, facente parte della categoria Challenger 50 nell'ambito dell'ATP Challenger Tour 2024, si è giocato dal 16 al 22 settembre a Sibiu, in Romania. Tra le coppie partecipanti erano assenti Andrew Paulson e Michael Vrbenský, i detentori del titolo.
In finale Alexander Merino e Christoph Negritu hanno sconfitto Liam Draxl e Cleeve Harper con il punteggio di 6–2, 7–6(2).

## Teste di serie
1. Alexander Donski /  Anthony Genov (quarti di finale)
2. Alexander Merino /  Christoph Negritu (campioni)

1. Liam Draxl /  Cleeve Harper (finale)
2. Pedro Araújo /  Corentin Denolly (quarti di finale)

## Wildcard
1. Rareș Andrei Golescu /  Genaro Alberto Olivieri (primo turno)

1. Robert Gabriel Ionescu /  Jorge Plans (primo turno)

## Alternate
1. Radoslav Shandarov /  Vasil Shandarov (primo turno)

## Tabellone

### Legenda
| - Q = Qualificato - WC = Wild card - LL = Lucky loser | - ALT = Alternate - SE = Special Exempt - PR = Protected Ranking | - w/o = Walkover - r = Ritirato - d = Squalificato |

|  | Primo turno | Primo turno                         | Primo turno                         | Primo turno               | Primo turno |  |  | Quarti di finale | Quarti di finale                    | Quarti di finale           | Quarti di finale   | Quarti di finale   |   |   | Semifinali | Semifinali                          | Semifinali                          | Semifinali                         | Semifinali                         |   |   | Finale | Finale | Finale | Finale | Finale |  |
|  |             |                                     |                                     |                           |             |  |  |                  |                                     |                            |                    |                    |   |   |            |                                     |                                     |                                    |                                    |   |   |        |        |        |        |        |  |
|  | 1           | A Donski A Genov                    | A Donski A Genov                    | 7                         | 7           |  |  |                  |                                     |                            |                    |                    |   |   |            |                                     |                                     |                                    |                                    |   |   |        |        |        |        |        |  |
|  |             | F Bondioli F Romano                 | F Bondioli F Romano                 | 5                         | 5           |  |  | 1                | A Donski A Genov                    | 4                          | 6                  | [8]                |   |   |            |                                     |                                     |                                    |                                    |   |   |        |        |        |        |        |  |
|  | WC          | RA Golescu GA Olivieri              | RA Golescu GA Olivieri              | 2                         | 1           |  |  |                  | B Pujol Navarro N Sánchez Izquierdo | 6                          | 4                  | [10]               |   |   |            |                                     |                                     |                                    |                                    |   |   |        |        |        |        |        |  |
|  |             | B Pujol Navarro N Sánchez Izquierdo | B Pujol Navarro N Sánchez Izquierdo | 6                         | 6           |  |  |                  |                                     |                            |                    |                    |   |   |            | B Pujol Navarro N Sánchez Izquierdo | B Pujol Navarro N Sánchez Izquierdo | 3                                  | 62                                 |   |   |        |        |        |        |        |  |
|  | 3           | L Draxl C Harper                    | L Draxl C Harper                    | 6                         | 6           |  |  |                  |                                     | 3                          | L Draxl C Harper   | L Draxl C Harper   | 6 | 7 |            |                                     |                                     |                                    |                                    |   |   |        |        |        |        |        |  |
|  | WC          | RG Ionescu J Plans                  | RG Ionescu J Plans                  | 1                         | 2           |  |  | 3                | L Draxl C Harper                    | 7                          | 2                  | [10]               |   |   |            |                                     |                                     |                                    |                                    |   |   |        |        |        |        |        |  |
|  |             | B Pavel I Snițari                   | 7                                   | 1                         | [10]        |  |  |                  | B Pavel I Snițari                   | 62                         | 6                  | [7]                |   |   |            |                                     |                                     |                                    |                                    |   |   |        |        |        |        |        |  |
|  |             | F Agamenone F Juárez                | 5                                   | 6                         | [5]         |  |  |                  |                                     |                            |                    |                    |   |   | 3          | Liam Draxl Cleeve Harper            | Liam Draxl Cleeve Harper            | 2                                  | 62                                 |   |   |        |        |        |        |        |  |
|  |             | Z Babić D Sharan                    | Z Babić D Sharan                    | 1                         | 1           |  |  |                  |                                     |                            |                    |                    |   |   |            |                                     | 2                                   | Alexander Merino Christoph Negritu | Alexander Merino Christoph Negritu | 6 | 7 |        |        |        |        |        |  |
|  |             | E Vanshelboim M Whitehouse          | E Vanshelboim M Whitehouse          | 6                         | 6           |  |  |                  | E Vanshelboim M Whitehouse          | E Vanshelboim M Whitehouse | 6                  | 6                  |   |   |            |                                     |                                     |                                    |                                    |   |   |        |        |        |        |        |  |
|  | Alt         | R Shandarov V Shandarov             | R Shandarov V Shandarov             | 2                         | 3           |  |  | 4                | P Araújo C Denolly                  | P Araújo C Denolly         | 3                  | 3                  |   |   |            |                                     |                                     |                                    |                                    |   |   |        |        |        |        |        |  |
|  | 4           | P Araújo C Denolly                  | P Araújo C Denolly                  | 6                         | 6           |  |  |                  |                                     |                            |                    |                    |   |   |            | E Vanshelboim M Whitehouse          | E Vanshelboim M Whitehouse          | 4                                  | 65                                 |   |   |        |        |        |        |        |  |
|  |             | H Bartoň A Gea                      | H Bartoň A Gea                      | H Bartoň A Gea            | w/o         |  |  |                  |                                     | 2                          | A Merino C Negritu | A Merino C Negritu | 6 | 7 |            |                                     |                                     |                                    |                                    |   |   |        |        |        |        |        |  |
|  |             | E Dalla Valle S Travaglia           | E Dalla Valle S Travaglia           | E Dalla Valle S Travaglia |             |  |  |                  | H Bartoň A Gea                      | H Bartoň A Gea             | 3                  | 5                  |   |   |            |                                     |                                     |                                    |                                    |   |   |        |        |        |        |        |  |
|  |             | L Horve O Okonkwo                   | L Horve O Okonkwo                   | 4                         | 4           |  |  | 2                | A Merino C Negritu                  | A Merino C Negritu         | 6                  | 7                  |   |   |            |                                     |                                     |                                    |                                    |   |   |        |        |        |        |        |  |
|  | 2           | A Merino C Negritu                  | A Merino C Negritu                  | 6                         | 6           |  |  |                  |                                     |                            |                    |                    |   |   |            |                                     |                                     |                                    |                                    |   |   |        |        |        |        |        |  |